# Меса (богослужіння)
Меса (італ. messa, лат. missa) — традиційна назва богослужіння в Римсько-католицькій церкві, найвища літургічна служба. Згідно з католицькою доктриною, під час звершення меси хліб і вино перетворюються на Тіло і Кров Христову і, таким чином, у євхаристійному таїнстві відбувається безкровне принесення жертви Богові, що відкриває людині шлях до спасіння. Римська меса з деякими відмінностями збереглася також у Лютеранській і Англіканській церквах.

## Етимологія
Слово меса як в українській, так і інших європейських мовах походить від уживаного з IV w. латинського missa. Серед науковців немає однозначної думки щодо початкового значення цього слова. Наводяться такі:
- від римського звичаю ухвалювати рішення (dimissio)[2],
- молитва до Бога (missae), принесення жертви Богові,
- спеціальна дія, яку виконує посланець (можливо латинізоване єврейське missah).
- від дієслова лат. mittere — «відпускати», початково означало «відпущення».

## Історія

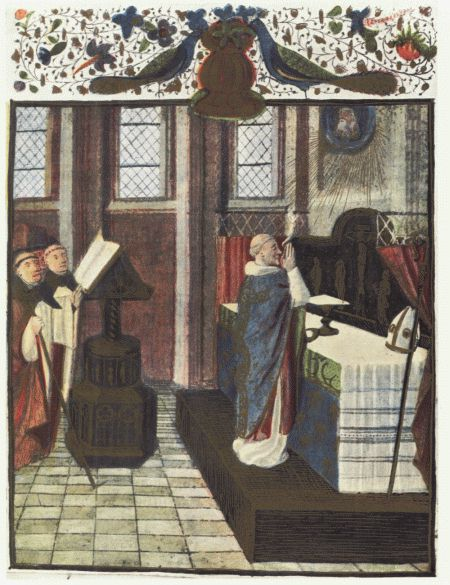
Єпископ служить месу. Середньовічна мініатюра

Чинопослідування римської меси склалося в перші століття нашої ери. Приблизно з IV століття для Західної Церкви стали писатися сакраментарії — повні літургійні тексти, але з'явився ряд місцевих обрядів у відправленні меси (галліканський, амвросіанський, мосарабський та ін). Окрім Біблії, читались й інші книги (в літургії Годин — житія святих та проповіді). Повний індекс з посиланнями на всі читання отримав назву «Супутника книг» — «Comes librorum» або «Liber comitis».
Пізніше стали випускатися сакраментарії — книги для священослужителів, що містили належні частини євхаристійної літургії (канон, колекта, префація і т. д.), а також градуали, псалтерії та гімнарії — книги для хору. Найдавніші сакраментарії приписують папам римським Льву І, Геласію І (V століття).
У VI столітті впорядкування меси здійснив св. Григорій Великий. В ході його реформи число змінних при кожній месі молитов було скорочено до трьох — колекта, секрета і післяпричасна молитва, були введені додаткові форми «Communicantes» і «Hanc igitur». Також Григорій Великий впорядкував піснеспіви католицької церкви, що стали відомі під збірною назвою григоріанського хоралу.
У наступні століття було створено ще кілька сакраментаріїв, в основу яких був покладений григоріанський. 1570 року папа Пія V привів чинослідування меси у відповідність з рішеннями Тридентського собору. Цей місал став називатися «Missale Romanum ex decreto sacrosancti Concilii Tridentini restitutum» («Римський місал, відновлений за вказівками святого Тридентського Собору») і став основою т.зв. Тридентської меси, яка без суттєвих змін залишалась до Другого Ватиканського собору.
Другий Ватиканський собор 1969 року вніс ряд змін до Тридентської меси. Найголовнішим став дозвіл виконувати месу національними мовами. Також було спрощено одяг священика, оформлення вівтаря, введено додатково три анафори з можливістю вибору однієї з них священиком тощо. Нове чинослідування було опубліковано під назвою Novus Ordo.
7 липня 2007 року папа Бенедикт XVI в motu proprio Summorum Pontificum встановив, що латинська меса може відбуватися у двох формах: «ординарній»(тобто Novus Ordo), і «екстраординарній», тобто Тридентській (в редакції 1962 року).
Робота над перекладом Місалу українською мовою розпочався у 1990-х роках із відродженням католицизму в Україні. Проте перше видання скороченого перекладу було здійснено лише 2005 року видавництвом Управління Луцької дієцезії «Luceoria books», що випустив так званий «Малий Месал».

## Структура меси
У кожній месі можна виділити підготовчу частину — «Літургія Слова» (лат. Liturgia verbi, що відповідає літургії оголошених у візантійському обряді та власне принесення жертви — «Євхаристійна літургія» (лат. Liturgia eucharistica, що відповідає «літургії вірних» у візантійському обряді. Обидві частини вважаються рівноцінними за значенням. Літургії слова передують початкові обряди, а Євхаристійну літургію завершують заключні обряди.

### Початкові обряди
- «Інтройт» — вхід предстоятеля, що супроводжується вхідним співом;
- «Confiteor» — обряд покаяння. У недільні дні і в урочистості замість «Confiteor» може використовуватися обряд освячення води та окроплення нею вірних на знак спогаду про хрещення. Така Меса називається Суммою і служиться звичайно опівдні;
- «Kyrie» («Господи помилуй»);
- «Gloria» («Слава во вишніх Богу») — виконується лише по неділях, на урочистостях і святах і опускається в періоди Адвенту, Великого посту і у заупокійній месі;
- Колекта;

### Літургія слова
- Перше читання з Біблії (по неділях — з Старого Завіту, в Пасхальний період — з «Діянь апостолів»);
- респонсоріальний псалом;
- Друге читання з Нового Завіту (тільки по неділях і в Урочистості);
- «Алілуя» (окрім Великого Посту);
- Читання Євангелія;
- Проповідь (обов'язкова у недільні дні, свята і торжества);
- «Credo» (Символ віри — по неділях і на месу, які служаться у Урочистості);
- Молитва вірних;

### Євхаристія
- оферторій — приготування вівтаря і дарів;
  - окадження дарів
  - омивання рук
  - Молитва над дарами
- Євхаристійна молитва:
  - Sursum corda (вступний діалог)
  - префація;
  - «Sanctus» («Свят, свят, свят»);
  - епіклеза;
  - консекрація;
  - анамнеза;
  - завершальна доксологія;
- коммуніон
  - «Отче наш»;
  - молитва за мир;
  - «Agnus Dei» («Агнець Божий»), під час якого відбувається переломлення хліба;
  - причастя;
  - подяка після причастя;
  - молитва після причастя

### Заключний обряд
- Благословіння і прощання.

## Меса як музичний жанр
«Месою» називається також музичний жанр, що являє собою зібрання основних піснеспівів Римської Меси. Початково музичною основою мес був григоріанський хорал. Поліфонічні меси із використанням григоріанського співу як провідного голосу писали композитори Нідерландської школи — Гійом де Машо, Жоскен Депре, Орландо ді Лассо, Палестрина. У XVIII–XIX століттях меса викристалізувалася у монументальний жанр, що складається з сольних вокальних, хорових і оркестрових номерів. Серед авторів мес — Й. С. Бах, В. А. Моцарт, Ф. П. Шуберт, Ф. Ліст, І. Стравінський. Різновидом жанру меси є реквієм — початково заупокійна меса, що має деякі структурні відмінності. Подібним до меси, але опертим на візантійську традицію є жанр літургії.